# Hirotaka Takeuchi (Wissenschaftstheoretiker)

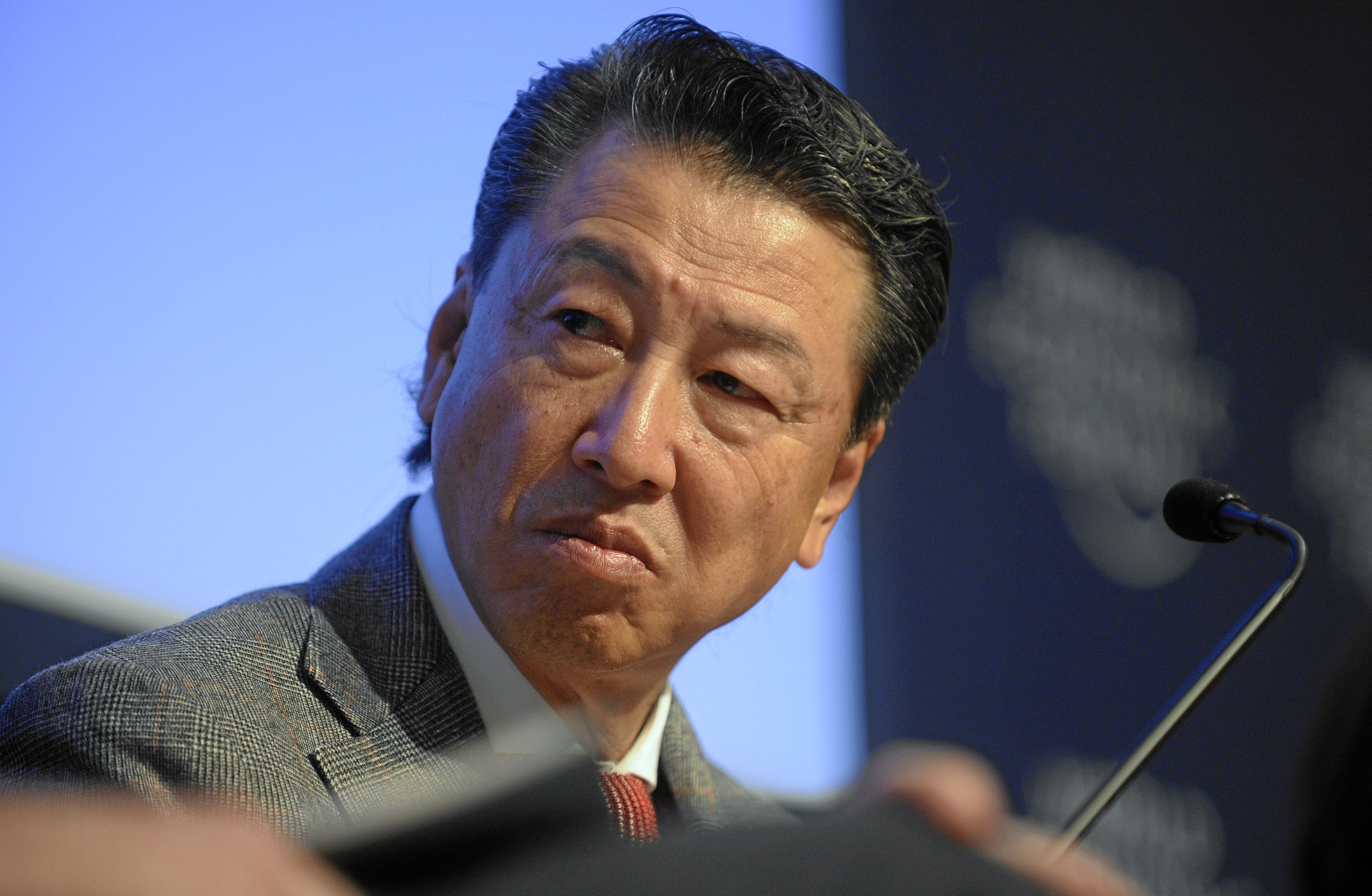
Hirotaka Takeuchi, 2009

Hirotaka Takeuchi (jap. 竹内 弘高, Takeuchi Hirotaka, * 16. Oktober 1946) ist Professor an der Hitotsubashi-Universität (jap. 一橋大学) in Japan. Er gilt zusammen mit Ikujiro Nonaka als ein bedeutender Wissenschaftler des Wissensmanagements. Sein bedeutendstes Buch ist „The Knowledge-Creating Company“ (jap. 「知識創造企業」, 1991). Eines der bedeutendsten von ihm mitentwickelten Modelle ist die sog. Wissensspirale, auch SECI-Modell genannt, die er gemeinsam mit Ikujirō Nonaka entwickelte und die einen wesentlichen Teil zur Entwicklung des Wissensmanagement beitrug.
Hirotaka Takeuchi studierte an der International Christian University in Tokyo und der University of California, Berkeley. Von 1976 bis 1983 arbeitete er an der Harvard Business School und anschließend an der Hitotsubashi University in Tokyo, wo er 1987 habilitierte.

## Ausbildung
- 1971–1976 University of California, Berkeley
- Ph.D. Program (Business Administration) Ph.D. 1977
- 1970–1971 University of California, Berkeley, MBA 1971
- 1965–1969 International Christian University (jap. 国際基督教大学), Tokio, Japan